# Kadisz Luz
Kadisz Luz (hebr.: קדיש לוז, ang.: Kadish Luz, ur. 29 grudnia 1894?/10 stycznia 1895 w Bobrujsku, zm. 4 grudnia 1972) – izraelski inżynier, ekonomista i polityk, w latach 1955–1959 minister rolnictwa, w latach 1951–1969 poseł do Knesetu z listy Mapai, w latach 1959–1969 jego przewodniczący. W 1963 pełniący obowiązki prezydenta Izraela.
W wyborach parlamentarnych w 1951 po raz pierwszy dostał się do izraelskiego parlamentu. Zasiadał w Knesetach II, III, IV, V i VI kadencji, przy czym w tej ostatniej z listy Koalicji Pracy.
Od 23 kwietnia do 21 maja 1963, czasowo pełnił obowiązki prezydenta Izraela – po śmierci Jicchaka Ben Cewiego, do zaprzysiężenia Zalmana Szazara.